# Prova genètica
Les proves genètiques o anàlisis genètiques, també conegudes com a proves d'ADN, s'utilitzen per identificar canvis en la seqüència d'ADN o l'estructura dels cromosomes. Les proves genètiques també poden incloure la mesura dels resultats dels canvis genètics, com ara l'anàlisi de l'ARN com a resultat de l'expressió gènica, o mitjançant l'anàlisi bioquímica per mesurar la producció de proteïnes específiques. En un entorn mèdic, les proves genètiques es poden utilitzar per diagnosticar o descartar sospites de trastorns genètics, predir riscos per a condicions específiques o obtenir informació que es pot utilitzar per personalitzar els tractaments mèdics basats en la composició genètica d'un individu. Les proves genètiques també es poden fer servir per determinar parentius biològics, com ara la filiació biològica d'un nen (mare i pare genètics) mitjançant proves de paternitat d'ADN, o s'utilitzen per predir a grans trets l'ascendència d'un individu. Les proves genètiques de plantes i animals es poden utilitzar per raons similars a les dels humans (per exemple, per avaluar la relació/ascendència o predir/diagnosticar trastorns genètics), per obtenir informació utilitzada per a la cria selectiva, o per a esforços per augmentar la diversitat genètica en poblacions en perill d'extinció.
La varietat de proves genètiques s'ha ampliat al llarg dels anys. Les primeres formes de proves genètiques que van començar a la dècada de 1950 implicaven comptar el nombre de cromosomes per cèl·lula. Les desviacions del nombre esperat de cromosomes (46 en humans) podrien conduir a un diagnòstic de determinats trastorns genètics com la trisomia 21 (síndrome de Down) o la monosomia X (síndrome de Turner). A la dècada de 1970, es va desenvolupar un mètode per tenyir regions específiques dels cromosomes, anomenat bandatge de Giemsa, que va permetre una anàlisi més detallada de l'estructura dels cromosomes i el diagnòstic de trastorns genètics que implicaven grans reordenaments estructurals. A més d'analitzar cromosomes sencers (citogenètica), les proves genètiques s'han ampliat per incloure els camps de la genètica molecular i la genòmica que poden identificar canvis pel que fa a gens individuals, parts de gens o fins i tot "lletres" de nucleòtids individuals de la seqüència d'ADN. Segons els National Institutes of Health, hi ha proves disponibles per a més de 2.000 afeccions genètiques, i un estudi estimava que a partir del 2017 hi havia més de 75.000 proves genètiques al mercat.